# Bestiář

Bestiář est un film tchèque réalisé par Irena Pavlásková en 2007. Le film s'inspire du roman éponyme de Bára Nesvadbová.
Le motif du film est l'éducation sentimentale d'une naïve jeune fille.

## Synopsis
Bestiář est l'histoire sentimentale d'une jeune femme Karolina, dont la vie va basculer après la rencontre de l'énigmatique Alex. Cette étrange relation à la fois distante et passionnée tourmente Karolina et la pousse à rencontrer d'autres hommes.
Karolina décide de se comporter comme un homme dans ses relations amoureuses et de les dominer.
Le spectateur suit ses rencontres, les retours d'Alex, ainsi que les conseils de sa famille et de sa meilleure amie.

## Fiche technique
- Metteur en scène : Irena Pavlásková
- Caméra : lva F.A. Brabec
- Costumes : Jaroslava Pecharová
- Musique : Jiří Chlumecký
- Budget : 32 millions de couronnes.

## Distribution
- Danica Jurčová : Karolina
- Karel Roden : Alex
- Marek Vašut : Ministre
- Jitka Čvančarová : Sabina Hofmannová, l'amie de Karolina.
- Jana Doleželová (cs) (Miss République tchèque 2004): une des amies italiennes d'Alex
- Kateřina Pospíšilová (Vicemiss République tchèque 2006)
- Tomáš Matonoha
- Miroslav Etzler
- Kryštof Hádek

## Autour du film
- Une polémique a éclaté entre l'écrivaine Bára Nesvadbová et la réalisatrice Irena Pavlásková sur la participation effective de la romancière au scénario du film.
- L'actrice principale, Danica Jurčová, est slovaque et ne parle pas très bien tchèque. Elle a donc été doublée par l'actrice Jitka Ježková. Cette dernière double également la voix de Shannon dans la version tchèque de Lost.